# Radvánszki Szabolcs
Radvánszki Szabolcs (Nyíregyháza, 1984. október 30.) magyar színész.

## Életpályája
2008-ban végzett a Pesti Magyar Színiakadémián, Huszár László és Sipos Imre osztályában. 2009-től az egri Harlekin Bábszínháznál indult színészi pályája. 2010-től Budapesten, illetve Veszprémben, a Pannon Várszínházban szerepelt. 2011 és 2022 között az egri Gárdonyi Géza Színház társulatának művésze volt. Játszott az Egri Pinceszínházban is.

## Színházi szerepeiből
- William Shakespeare: Rómeó és Júlia... Paris (ifjú gróf, a herceg rokona)
- Carlo Goldoni: Két úr szolgája... Silvio
- George Bernard Shaw: Szent Johanna... Bertrand de Poulengey
- Friedrich Dürrenmatt: Az öreg hölgy látogatása... Kalauz
- Georges Feydeau: Fel is út, le is út!... Házmester
- Agatha Christie: Az egérfogó... Trotter felügyelő
- Neil Simon: Pletykák... Glenn Cooper
- Alan Alexander Milne: Micimackó... Micimackó
- Vörösmarty Mihály: Csongor és Tünde... Duzzog
- Szigligeti Ede: Liliomfi... Gyuri, pincér
- Csiky Gergely: Buborékok... Bangó (kereskedősegéd)
- Móricz Zsigmond: Rokonok... Péterffy doktor
- Nóti Károly – Zágon István – Eisemann Mihály: Hippolyt, a lakáj... Makáts Csaba
- László Miklós: Illatszertár... Kádár úr
- Gál Elemér: Héthavas gyermekei... Kászon vezér; Legény
- Háy Gyula: Mohács... V. Károly
- Egressy Zoltán: Sóska sültkrumpli... Bíró (Szomorúszáj)
- Visky András: Megöltem az anyámat... Csipesz
- Ábrahám Pál: Bál a Savoyban... Musztafa bey
- Kálmán Imre: Montmartre-i ibolya... Florimond Hervé (zeneszerző)
- Huszka Jenő: Lili bárónő... Remeteházi Galambos Frédi
- Fényes Szabolcs – Békeffi István: Rigó Jancsi... Elemér
- Farkas Ferenc: Csínom Palkó... Csínom Jankó
- Pozsgai Zsolt – Nagy Tibor – Bradányi Iván: A kölyök... Med (a menhely lakója)
- Fenyő Miklós – Tasnádi István: Aranycsapat... Púp Gyula
- Dale Wassermann – Mitch Leigh: La Mancha lovagja... A gitáros
- Andrew Lloyd Webber – Tim Rice: József és a színes szélesvásznú álomkabát... Naphtali
- Betty Comden – Adolph Green – Nacio Herb Brown – Arthur Freed: Ének az esőben... Rod
- Déry Tibor – Pós Sándor – Presser Gábor – Adamis Anna: Képzelt riport egy amerikai popfesztiválról... Tanú
- Horváth Péter Presser Gábor Sztevanovity Dusán: A padlás... Lámpás szellem 670 éves
- Kerényi Imre – Balogh  Elemér – Rossa László: Csíksomlyói passió... Eleazar; Igazság; Justitia; Fösvénység
- Moravetz Levente – Balásy Szabolcs – Horváth Krisztián – Papp Zoltán: Zrínyi 1566... Ali, török aga
- Moravetz Levente – Balásy Szabolcs – Horváth Krisztián: A fejedelem... Gáspár
- Móricz Zsigmond – Kocsák Tibor – Miklós Tibor: Légy jó mindhalálig... Rendőr
- Vándorfi László: OMEGA Égi vándor... Gengszter
- L. Frank Baum – Schwajda György – Aldobolyi Nagy György: Óz, a nagy varázsló... Szomszédfiú; A szárnyas majmok királya
- Hans Christian Andersen: A kis Ida virágai... szereplő
- Jékely Zoltán – Kocsár Miklós: Mátyás király juhásza... Berengár, udvarmester
- Csukás István – Bergendy István: Süsü, a sárkány... Királyfi
- Darvasi László: Trapiti... Bánatos Olivér
- Hedry Mária: Tündér Míra... Jankó, halászlegény
- Szőke Andrea – Kalló Zsolt: Égimese... Bodri (a jófelhő)
- Szőke Andrea: Mese a fiókból... Pemzlián (az ecsetlen ecset)
- Hans Sachs: Ravaszok és balekok... szereplő
- Helen Fielding: Bridget Jones és a pasik... szereplő
- J. D. Salinger: Zabhegyező... szereplő
- Paul Maar: Hoppláda... Adalbert
- Nino D'Introna – Giacomo Ravicchio: Robinson és Crusoe... 2. férfi

## Filmes és televíziós szerepei
- Toxikoma (2021)
- Oltári történetek (2022)... Máté
- Doktor Balaton (2022)... Banki ügyintéző
- A mi kis falunk (2022)... Sofőr
- Gólkirályság (2024)... Játékvezető